# Cremaspora triflora
Cremaspora triflora är en måreväxtart som först beskrevs av Peter Thonning, och fick sitt nu gällande namn av Karl Moritz Schumann. Cremaspora triflora ingår i släktet Cremaspora och familjen måreväxter.

## Underarter
Arten delas in i följande underarter:
- C. t. comorensis
- C. t. confluens
- C. t. triflora